# Bob Kane

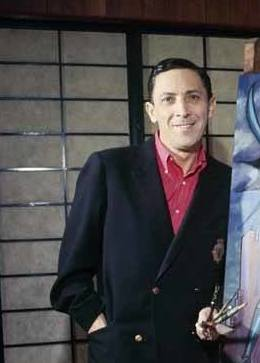
Bob Kane

Bob Kane (eigentlich Robert Kahn; * 24. Oktober 1915 in New York; † 3. November 1998 in Los Angeles) war ein US-amerikanischer Comiczeichner, -autor und -redakteur. Zusammen mit Autor Bill Finger schuf er 1939 für DC Comics den bekannten klassischen Superhelden Batman. 1994 wurde er für sein Wirken in die Jack Kirby Hall of Fame aufgenommen, 1996 in die Ruhmeshalle des Eisner Award.

## Leben
Kane war Sohn von Hermann Kahn, Graveur bei der Druckerei der New Yorker Daily News, und Augusta Kahn. Das Kind jüdischer Einwanderer wuchs in der Bronx auf und zeigte früh Interesse am Zeichnen. Unterstützt von seinem Vater schloss er die DeWitt Clinton High School ab und ging danach zum Commercial Art Studio in Manhattan. In seiner Schulzeit freundete er sich mit Will Eisner an. 1933, im Alter von 18 Jahren, änderte Kahn seinen Namen in Bob Kane. Nach einem Jahr brach er die Ausbildung beim Art Studio ab, um seine Familie zu unterstützen.
Nachdem er eine Zeit lang in einer Textilfabrik gearbeitet hatte, ging Kane 1934 zu den Fleischer Studios und zeichnete dort für die Trickfilmreihe Betty Boop. Danach zeichnete er für Will Eisners und Jerry Igers Eisner & Iger Studio Comicstrips und Einseiter, der erste davon die Serie Hiram Hick. Danach ging er zu National Publishing, den späteren DC Comics, und arbeitete für diese zunächst am Comicstrip Rusty and His Pals. Nach dem Erfolg von Superman wurde Kane gemeinsam mit Bill Finger beauftragt, einen weiteren Superhelden zu erfinden. Als Ergebnis erschien im Mai 1939 der erste Comic mit Batman in der Heftserie Detective Comics. Mit der Zeit wurden die Geschichten um den Superhelden um weitere Figuren ergänzt, so zunächst Robin (1940) sowie viele Antagonisten. Bis 1943 zeichnete er den Großteil der in den Heften von DC erschienen Batman-Comics.
Ab 1943 zeichnete Kane für die drei Jahre laufende Comicstrip-Serie zu Batman. In den Heften, auch wenn er noch als Schöpfer auf dem Titel stand, wurde er von Dick Sprang als Hauptzeichner abgelöst. In den 1940er Jahren heiratete Kane seine erste Frau, mit der er eine Tochter hatte, ehe sie sich in den späten 1950er Jahren trennten. Als die Popularität von Batman durch die Fernsehserie Batman ab 1966 wieder zunahm, reiste Kane durch die Vereinigten Staaten und zeichnete die von ihm geschaffenen Figuren bei Auftritten.
1986 heiratete Kane ein zweites Mal. 1989 war er an der Verfilmung Batman beratend beteiligt.

## Geschaffene Figuren
Kane schuf Batman 1939 inspiriert von einer frühen Filmversion des maskierten Zorro, gespielt von Douglas Fairbanks, einem Ornithopter-Entwurf von Leonardo da Vinci und dem mysteriösen Superschurken The Bat der Schriftstellerin Mary Roberts Rinehart. Die Figur war zunächst als Antiheld ausgelegt, der aus dem Motiv der Rache – seine Eltern wurden bei einem Überfall erschossen – heraus Verbrecher jagt und tötet. Dabei wird Batman selbst von der Polizei verfolgt. Die erste Geschichte erschien in Detective Comics Nr. 27 im Mai. Ebenfalls seinen ersten Auftritt hatte in diesem Heft Commissioner Gordon, der von da an häufig in Geschichten mit Batman auftaucht.
Mit der Erfindung von Robin, der ein ähnliches Schicksal wie Batman hat und ihm ein Partner wird, werden die Geschichten weniger düster. Die Inhalte mäßigen sich und Batman wird auch von der Polizei als Kämpfer gegen das Verbrechen anerkannt. Nachdem Kane und Finger Batman Robin zur Seite gestellt hatten, erfanden sie eine Reihe von Antagonisten, gegen die die beiden immer wieder antreten sollten. Die bedeutendsten unter diesen Schöpfungen sind Clayface, Catwoman, der Pinguin und der Joker.

## Bewertungen des Werks
Laut Richard Reynolds brachte Kane „mit seinem dramatischen Einsatz von Licht und Schatten und filmischer Erzählweise“ in Batman „eine neue Atmosphäre in den Comic“. Zwar wird Kane für die düstere Atmosphäre, die er mit seinen Geschichten erzeugt, gelobt, Jim Steranko kritisiert aber, Kanes Stil habe „strukturelle Mängel“ und seine Figuren wirkten „steif und unrealistisch“. Doch sei dies den Geschichten eher förderlich als abträglich, da es gut zur düsteren Romantik der Serie passe. Der amerikanische Zeichner Jerry Robinson sagte in einem Interview, Kanes zeichnerisches Können sei von vielen nicht anerkannt worden. Sein besonderes Flair sei, dass seine Zeichnungen einfach sind, aber trotzdem innerhalb des Comics funktionieren. Zudem „kannte er sich nicht sehr gut mit Perspektive und Anatomie aus, also musste er improvisieren“. Laut Andreas C. Knigge schafft Kane die Atmosphäre der Geschichten mit seinen „dichten Zeichnungen, deren Perspektiven und Schatteneffekte an den Expressionismus des deutschen Stummfilms erinnern.“